# Паризо, Лоранс
Лоранс Паризо (род. 31 августа 1959, Люксей-ле-Бен, Верхняя Сона, Франция) — председатель организации французских работодателей MEDEF в период между 2005 и 2013 годом, исполнительный директор исследовательского института IFOP (Французский институт общественного мнения), член совета BNP Paribas, одна из самых богатых женщин Франции, после того унаследовала семейный бизнес «Parisot group» (крупнейшая компания розничной торговли мебели во Франции).

## Образование
Паризо получила образование в области права и политических наук, в 1981 году окончив Институт политических исследований в Париже. Кроме того, Лоранс Паризо имеет степень магистра в области публичного права Университета Нанси и степень магистра политических наук Парижского института политических исследований.

## Карьера
В период с 1983 года по 1985 мадам Паризо работала помощником президента Центра политических исследований Парижского института политических исследований.
В 1985 году присоединилась к команде Louis Harris and Associates, а в 1986 году возглавила французское отделение компании.
С 1990 года она была назначена исполнительным директор института IFOP (Французский институт общественного мнения), одной из ведущих компаний по маркетинговым исследованиям и опросам общественного мнения. После чего, постепенно покупая акции компании, госпожа Паризо со временем стала основным акционером ИФОП — купила 75 % его капитала. С тех пор были открыты представительства ИФОП в Торонто, Шанхае и Буэнос-Айресе.
Входит в советы таких крупных компаний, как «Мишлен», «ЕвроДисней», «Авас». В МЕДЕФ пришла в 2003 году по приглашению теперь уже бывшего руководителя ассоциации Эрнеста-Антуана Сэйер.
В 2005 году была впервые избрана президентом Ассоциации предпринимателей Франции (MEDEF), а затем переизбрана на новый срок в 2010 году.
Также госпожа Паризо является независимым директором в компаниях: BNP Paribas, Michelin и Coface.
С 2015 года занимает должность руководителя экономических реформ в Агентстве модернизации Украины.

## Семья
Её отец и дед Жак Паризо (который создал бизнес) возглавляли Рarisot group (крупнейшая компания розничной торговли мебели во Франции). Лоранс Паризо не замужем, не имеет детей.

## Руководитель MEDEF
В 2002 году она стала членом Исполнительного совета Движения французских предприятий MEDEF (Mouvement des entreprises de France, MEDEF). Впервые в истории председателем Ассоциации предпринимателей Франции (МЕДЕФ) стала женщина — 45-летняя Лоранс Паризо, представляющий новое поколение французских бизнесменов. Её ценят за красноречие, тонкость анализа и хорошее знание общественного мнения. Брошенная им однажды фраза: «Невыносимо констатировать, что свобода мысли кончается там, где начинается право на труд», — принесла Паризо репутацию ультралиберала. Хотя новый лидер бизнес-сообщества и утверждает, что «либеральный — не значит антисоциальный», она, тем не менее, выступает за коренную реформу кодекса труда, сохранение которого требуют профсоюзы.
5 июля 2005 году стала руководителем организации, и занимала эту должность до 3 июля 2013 года.
После избрания председателем MEDEF Паризо провозгласила, что в своей деятельности будет опираться на три ценности — труд, предпи но подтолкнуть французских депутатов принять более либеральное трудовое законодательство.

## Интересные факты
Бизнес-леди Лоранс Паризо, получила прозвище «босс боссов», считает своей главной задачей «добиться, чтобы Франция полюбила рыночную экономику».

## Награды
Лоранс Паризо имеет следующие ордена: Национальный орден за заслуги («Ordre National du Merite»), два Национальных ордена Франции, Орден Почетного легиона («Legion d’Honneur»), и Орден Уисс Алауи («Ordre du Ouissam Al Alaoui», Марокко).

## Ссылка
1. ↑  Laurence Parisot // GeneaStar
2. ↑  Laurence Parisot // Babelio (фр.) — 2007.
3. ↑  Лоранс Паризо: Биография (недоступная ссылка)
4. ↑  Выступление Лоранс Паризо на международном форуме «Украина завтра» (ВИДЕО). Дата обращения: 2 апреля 2015. Архивировано из оригинала 2 апреля 2015 года.
5. ↑  / statesmen / laurence_parisot / Журнал «Люди» Лоранс Паризо (недоступная ссылка)
6. ↑  50 самых успешных деловых женщин мира. Дата обращения: 2 апреля 2015. Архивировано 2 апреля 2015 года.